# Lijst van onroerend erfgoed in Pajottegem
Een overzicht van het onroerend erfgoed in de gemeente Pajottegem, ingedeeld naar deelgemeente.. Het onroerend erfgoed maakt deel uit van het cultureel erfgoed in België.

## Bouwkundig erfgoed

### Galmaarden
| Object                                  | Erfgoedstatus?                                       | Bouwjaar of architect | Deelgemeente | Adres                      | Coördinaten                   | Nummer? | Afbeelding                              |
| --------------------------------------- | ---------------------------------------------------- | --------------------- | ------------ | -------------------------- | ----------------------------- | ------- | --------------------------------------- |
| Parochiekerk Sint-Pieters               | Monument                                             |                       | Galmaarden   | Kammeersweg                | 50° 45' 9" NB, 3° 58' 15" OL  | 39076   | Parochiekerk Sint-Pieters               |
| Pastorie Sint-Pietersparochie           | Monument                                             |                       | Galmaarden   | Kammeersweg 1              | 50° 45' 6" NB, 3° 58' 18" OL  | 39077   | Pastorie Sint-Pietersparochie           |
| U-vormige hoeve                         |                                                      |                       | Galmaarden   | Bruinsbroekstraat 19       | 50° 46' 4" NB, 3° 57' 23" OL  | 39078   | U-vormige hoeve                         |
| Hoeve Hof Tasseniers                    | Monument                                             |                       | Galmaarden   | Damstraat 4                | 50° 45' 53" NB, 3° 58' 41" OL | 39080   | Hoeve Hof Tasseniers                    |
| Boerenwoning                            |                                                      |                       | Galmaarden   | Dorekensstraat 40          | 50° 46' 26" NB, 3° 57' 20" OL | 39081   | Boerenwoning                            |
| Pauwelhoeve, Somershoeve of Paulushoeve | Monument                                             |                       | Galmaarden   | Geraardsbergsestraat 65-67 | 50° 45' 15" NB, 3° 56' 34" OL | 39084   | Pauwelhoeve, Somershoeve of Paulushoeve |
| Boerenwoning                            |                                                      |                       | Galmaarden   | Heirbaan 71                | 50° 46' 31" NB, 3° 57' 4" OL  | 39085   | Boerenwoning                            |
| Hoeve Hof ter Winde                     |                                                      |                       | Galmaarden   | Hoogstraat 29              | 50° 45' 34" NB, 3° 58' 1" OL  | 39086   | Hoeve Hof ter Winde                     |
| Baljuwhuis                              |                                                      |                       | Galmaarden   | Kammeersweg 2              | 50° 45' 10" NB, 3° 58' 23" OL | 39087   | Baljuwhuis                              |
| Burgerhuis                              |                                                      | 1865                  | Galmaarden   | Marktplein 3               | 50° 45' 12" NB, 3° 58' 17" OL | 39088   | Burgerhuis                              |
| Burgerhuis                              |                                                      |                       | Galmaarden   | Marktplein 16              | 50° 45' 12" NB, 3° 58' 13" OL | 39094   | Burgerhuis                              |
| Sint-Pauluskapel                        | Monument                                             |                       | Galmaarden   | Paulusstraat               | 50° 45' 21" NB, 3° 56' 36" OL | 39097   | Sint-Pauluskapel                        |
| Kosterswoning                           | dorpsgezicht                                         |                       | Galmaarden   | Paulusstraat 18            | 50° 45' 22" NB, 3° 56' 42" OL | 39098   | Kosterswoning                           |
| Boerenwoning en kapel                   |                                                      |                       | Galmaarden   | Waterschaapstraat 25       | 50° 45' 49" NB, 3° 56' 51" OL | 39100   | Boerenwoning en kapel                   |
| Watermolensite Driscartmolen            | Monument wateroliemolen (monument) schuur (monument) |                       | Galmaarden   | Watermolenstraat 18        | 50° 45' 12" NB, 3° 57' 48" OL | 76614   | Watermolensite Driscartmolen            |

### Gooik
| Object                        | Erfgoedstatus? | Bouwjaar of architect | Deelgemeente | Adres                        | Coördinaten                  | Nummer? | Afbeelding                    |
| ----------------------------- | -------------- | --------------------- | ------------ | ---------------------------- | ---------------------------- | ------- | ----------------------------- |
| Parochiekerk Sint-Niklaas     | Monument       |                       | Gooik        | Dorpsstraat                  | 50° 47' 42" NB, 4° 7' 5" OL  | 39143   | Parochiekerk Sint-Niklaas     |
| Boerenburgerhuis              | Monument       |                       | Gooik        | Monseigneur Abbeloosstraat 4 | 50° 47' 46" NB, 4° 7' 4" OL  | 39144   | Boerenburgerhuis              |
| Herberg In de groene poort    |                |                       | Gooik        | Dorpsstraat 31-33            | 50° 47' 44" NB, 4° 6' 59" OL | 39145   | Herberg In de groene poort    |
| Hoeve De Nieuwe Kam           | Monument       |                       | Gooik        | Dorpsstraat 32               | 50° 47' 41" NB, 4° 6' 57" OL | 39146   | Hoeve De Nieuwe Kam           |
| Pastorie Sint-Niklaasparochie |                |                       | Gooik        | Dorpsstraat 36               | 50° 47' 42" NB, 4° 6' 54" OL | 39147   | Pastorie Sint-Niklaasparochie |
| Banbrouwerij De Oude Kam      | Monument       |                       | Gooik        | Dorpsstraat 61, 65-67        | 50° 47' 44" NB, 4° 6' 51" OL | 39148   | Banbrouwerij De Oude Kam      |
| Langgestrekte hoeve           |                |                       | Gooik        | Koekoekstraat 53             | 50° 47' 35" NB, 4° 6' 41" OL | 39151   | Langgestrekte hoeve           |
| Hoeve Schaliënhof             |                |                       | Gooik        | Kroonstraat 13               | 50° 48' 2" NB, 4° 4' 19" OL  | 39152   | Hoeve Schaliënhof             |
| Gesloten hoeve                |                |                       | Gooik        | Rozenbroekstraat 2           | 50° 47' 53" NB, 4° 6' 18" OL | 39155   | Gesloten hoeve                |
| Hoeve Hof ter Eiken           |                |                       | Gooik        | Strijlandstraat 3            | 50° 47' 31" NB, 4° 5' 31" OL | 39157   | Hoeve Hof ter Eiken           |
| Hoeve                         |                |                       | Gooik        | Strijlandstraat 29           | 50° 47' 31" NB, 4° 5' 9" OL  | 39158   | Hoeve                         |
| Watermolen                    |                |                       | Gooik        | Terhagenstraat 10            | 50° 47' 57" NB, 4° 4' 20" OL | 39163   | Watermolen                    |
| Gesloten hoeve                |                |                       | Gooik        | Terhagenstraat 7             | 50° 47' 54" NB, 4° 4' 20" OL | 39164   | Gesloten hoeve                |
| Hoeve Hof te Wijngaard        |                |                       | Gooik        | Wijngaardbosstraat 1         | 50° 48' 33" NB, 4° 5' 53" OL | 39165   | Hoeve Hof te Wijngaard        |
| Molenhuis Strijdlandmolen     |                |                       | Gooik        | Wolvenstraat 12              | 50° 47' 23" NB, 4° 5' 7" OL  | 39166   | Molenhuis Strijdlandmolen     |
| Hoeve Hof De Pauw             |                |                       | Gooik        | Oplombeekstraat 8            | 50° 48' 30" NB, 4° 7' 11" OL | 39167   | Hoeve Hof De Pauw             |
| Gesloten hoeve                |                |                       | Gooik        | Oplombeekstraat 23           | 50° 48' 43" NB, 4° 6' 51" OL | 39168   | Gesloten hoeve                |
| Kapel                         |                |                       | Gooik        | Oude Geraardsbergse baan     | 50° 48' 47" NB, 4° 6' 45" OL | 39169   | Kapel                         |
| Heilige Kruiskapel            | Monument       |                       | Gooik        | Woestijnstraat               | 50° 48' 46" NB, 4° 4' 50" OL | 39170   | Heilige Kruiskapel            |
| Burgerhuis Drie Egypten       |                |                       | Gooik        | Drie Egyptenbaan 17          | 50° 48' 24" NB, 4° 4' 38" OL | 39173   | Burgerhuis Drie Egypten       |
| Hoeve                         |                |                       | Gooik        | Woestijnstraat 7             | 50° 48' 42" NB, 4° 4' 54" OL | 39175   | Hoeve                         |
| Hoeve                         |                |                       | Gooik        | Bettestraat 10               | 50° 48' 39" NB, 4° 4' 46" OL | 83760   | Hoeve                         |
| Gemeentehuis van Gooik        |                |                       | Gooik        | Koekoekstraat 2              |                              | 216439  | Gemeentehuis van Gooik        |
| Hopast en café In den Uil     | Monument       |                       | Gooik        | Woestijnstraat 9             |                              | 302744  | Hopast en café In den Uil     |

### Herne
| Object                                                           | Erfgoedstatus? | Bouwjaar of architect | Deelgemeente | Adres                   | Coördinaten                   | Nummer? | Afbeelding                                                       |
| ---------------------------------------------------------------- | -------------- | --------------------- | ------------ | ----------------------- | ----------------------------- | ------- | ---------------------------------------------------------------- |
| Parochiekerk Sint-Pieters                                        | Monument       |                       | Herne        | Kerkstraat              | 50° 43' 31" NB, 4° 1' 46" OL  | 39611   | Parochiekerk Sint-Pieters                                        |
| Priorij, langschuur en aanhorigheden Kartuizerklooster van Herne | Monument       |                       | Herne        | Kapellestraat 74        | 50° 43' 57" NB, 4° 2' 2" OL   | 39612   | Priorij, langschuur en aanhorigheden Kartuizerklooster van Herne |
| Watermolen                                                       |                |                       | Herne        | Boesmolenstraat 11      | 50° 44' 2" NB, 4° 1' 25" OL   | 39613   | Watermolen                                                       |
| Landhuis                                                         |                |                       | Herne        | Breemstraat 54          | 50° 43' 17" NB, 3° 59' 58" OL | 39614   | Landhuis                                                         |
| Dorpswoning van 1827                                             |                |                       | Herne        | Centrum 8               | 50° 43' 30" NB, 4° 1' 44" OL  | 39615   | Dorpswoning van 1827                                             |
| Boerenburgerhuis                                                 |                |                       | Herne        | Ekkelenbergstraat 1     | 50° 44' 4" NB, 4° 2' 10" OL   | 39617   | Boerenburgerhuis                                                 |
| Hoevecomplex                                                     |                |                       | Herne        | Ekkelenbergstraat 9     | 50° 43' 52" NB, 4° 3' 15" OL  | 39618   | Hoevecomplex                                                     |
| Gesloten hoeve Hof ter Nechternest                               |                |                       | Herne        | Hellingen 5             | 50° 42' 60" NB, 4° 0' 3" OL   | 39620   | Gesloten hoeve Hof ter Nechternest                               |
| Gesloten hoeve                                                   |                |                       | Herne        | Klein-Breemstraat 12    | 50° 43' 8" NB, 4° 0' 48" OL   | 39621   | Gesloten hoeve                                                   |
| Hof te Kwatem                                                    | Monument       |                       | Herne        | Kwatemstraat 2          | 50° 43' 25" NB, 3° 59' 11" OL | 39622   | Hof te Kwatem                                                    |
| Hof der Drie Poorten                                             |                |                       | Herne        | Kwatemstraat 7          | 50° 43' 35" NB, 3° 59' 1" OL  | 39623   | Hof der Drie Poorten                                             |
| Twee hoeven                                                      |                |                       | Herne        | Leenstraat 45-47        | 50° 44' 41" NB, 4° 2' 59" OL  | 39624   | Twee hoeven                                                      |
| Hof te Ezelenberg                                                |                |                       | Herne        | Leenstraat 49           | 50° 44' 46" NB, 4° 3' 8" OL   | 39625   | Hof te Ezelenberg                                                |
| Hoeve Ooievaarsnest                                              |                |                       | Herne        | Nattendries 12          | 50° 43' 31" NB, 4° 3' 32" OL  | 39626   | Hoeve Ooievaarsnest                                              |
| Hoeve in U-vorm                                                  | Monument       |                       | Herne        | Oud-Klooster 1          | 50° 43' 57" NB, 4° 2' 4" OL   | 39627   | Hoeve in U-vorm                                                  |
| Stokerij                                                         | Monument       |                       | Herne        | Oud-Klooster 2          | 50° 43' 55" NB, 4° 2' 4" OL   | 39628   | Stokerij                                                         |
| Gesloten hoeve                                                   |                |                       | Herne        | Rendries 2              | 50° 43' 28" NB, 4° 1' 25" OL  | 39629   | Gesloten hoeve                                                   |
| Kleine vierkanthoeve                                             |                |                       | Herne        | Rendries 8              | 50° 43' 17" NB, 4° 1' 9" OL   | 39630   | Kleine vierkanthoeve                                             |
| Gesloten hoeve                                                   |                |                       | Herne        | Rendries 11             | 50° 43' 13" NB, 4° 1' 5" OL   | 39631   | Gesloten hoeve                                                   |
| Hof ter Brugge                                                   |                |                       | Herne        | Oude Stationsstraat 21  | 50° 43' 29" NB, 4° 1' 12" OL  | 39632   | Hof ter Brugge                                                   |
| Boerenwoning                                                     |                |                       | Herne        | Steenweg Asse 38        | 50° 42' 23" NB, 4° 3' 58" OL  | 39633   | Boerenwoning                                                     |
| Neomiddeleeuws gebouw                                            |                |                       | Herne        | Edingsesteenweg 73      | 50° 41' 52" NB, 4° 2' 10" OL  | 39634   | Neomiddeleeuws gebouw                                            |
| Burgerhuis                                                       |                |                       | Herne        | Kapellestraat 4         | 50° 43' 34" NB, 4° 1' 44" OL  | 39635   | Burgerhuis                                                       |
| Hof te Schiebeek                                                 | Monument       |                       | Herne        | Ninoofsesteenweg 45     | 50° 44' 18" NB, 4° 1' 30" OL  | 39636   | Hof te Schiebeek                                                 |
| Gesloten hoeve Hof ten Broek                                     |                |                       | Herne        | Van Cauwenberghelaan 10 | 50° 42' 42" NB, 4° 3' 23" OL  | 39637   | Gesloten hoeve Hof ten Broek                                     |
| Gesloten hoeve                                                   |                |                       | Herne        | Ekkelenbergstraat 7     |                               | 39638   | Upload foto                                                      |
| Villa Van Cauwenberghe met tuin                                  |                |                       | Herne        | Ninoofsesteenweg 21     |                               | 134742  | Villa Van Cauwenberghe met tuin                                  |
| Villa Wielant met tuin                                           |                |                       | Herne        | Kapellestraat 20        |                               | 134743  | Villa Wielant met tuin                                           |
| Station Herne                                                    | Monument       |                       | Herne        | Stationsstraat 115      | 50° 43' 27" NB, 4° 0' 50" OL  | 200144  | Station Herne                                                    |

### Herfelingen
| Object                      | Erfgoedstatus? | Bouwjaar of architect | Deelgemeente | Adres                 | Coördinaten                  | Nummer? | Afbeelding                  |
| --------------------------- | -------------- | --------------------- | ------------ | --------------------- | ---------------------------- | ------- | --------------------------- |
| Parochiekerk Sint-Niklaas   |                |                       | Herfelingen  | Sint-Niklaasstraat    | 50° 44' 53" NB, 4° 5' 48" OL | 39639   | Parochiekerk Sint-Niklaas   |
| Onze-Lieve-Heerkapel        |                |                       | Herfelingen  | Steenweg Asse         | 50° 44' 46" NB, 4° 5' 54" OL | 39641   | Onze-Lieve-Heerkapel        |
| Dorpswoning                 |                |                       | Herfelingen  | Sint-Niklaasstraat 30 | 50° 44' 53" NB, 4° 5' 45" OL | 39646   | Dorpswoning                 |
| Boerenwoning                |                |                       | Herfelingen  | Druimerenstraat 25    | 50° 44' 34" NB, 4° 3' 54" OL | 39647   | Boerenwoning                |
| Hof ter Haegen              | Monument       |                       | Herfelingen  | Hondsbergstraat 18    | 50° 45' 15" NB, 4° 5' 28" OL | 39648   | Hof ter Haegen              |
| Semi-gesloten hoeve         |                |                       | Herfelingen  | Langestraat 2         | 50° 45' 27" NB, 4° 5' 19" OL | 39650   | Semi-gesloten hoeve         |
| Semi-gesloten hoeve         |                |                       | Herfelingen  | Barakkenbergstraat 2  | 50° 43' 43" NB, 4° 4' 54" OL | 39717   | Semi-gesloten hoeve         |
| Oud Hof van Coppens         |                |                       | Herfelingen  | Beeldekensstraat 3-5  | 50° 44' 6" NB, 4° 5' 17" OL  | 39718   | Oud Hof van Coppens         |
| Melkerijgebouw en herenhuis |                |                       | Herfelingen  | Steenweg Asse 183     | 50° 44' 36" NB, 4° 5' 38" OL | 39727   | Melkerijgebouw en herenhuis |

### Kester
| Object                        | Erfgoedstatus?   | Bouwjaar of architect | Deelgemeente | Adres                | Coördinaten                  | Nummer? | Afbeelding                    |
| ----------------------------- | ---------------- | --------------------- | ------------ | -------------------- | ---------------------------- | ------- | ----------------------------- |
| Parochiekerk Sint-Martinus    | orgel (monument) |                       | Kester       | Bruneaustraat        | 50° 45' 50" NB, 4° 7' 13" OL | 39176   | Parochiekerk Sint-Martinus    |
| Hoeve Hof de Bail             |                  |                       | Kester       | Berghomstraat 19     | 50° 46' 6" NB, 4° 5' 59" OL  | 39177   | Hoeve Hof de Bail             |
| Gesloten hoeve                |                  |                       | Kester       | Berghomstraat 23     | 50° 46' 4" NB, 4° 5' 56" OL  | 39178   | Gesloten hoeve                |
| Hoeve Van Reepinghens Huizeke | Monument         |                       | Kester       | Goteringenstraat 31  | 50° 45' 39" NB, 4° 5' 16" OL | 39183   | Hoeve Van Reepinghens Huizeke |
| Hoeve                         |                  |                       | Kester       | Goteringenstraat 43  | 50° 45' 55" NB, 4° 5' 12" OL | 39184   | Hoeve                         |
| Vierkantshoeve                |                  |                       | Kester       | Hollandstraat 18     | 50° 45' 29" NB, 4° 4' 33" OL | 39187   | Vierkantshoeve                |
| Hoeve Hof ter Molleken        |                  |                       | Kester       | Ter Mollekenstraat 8 | 50° 45' 21" NB, 4° 8' 0" OL  | 39191   | Hoeve Hof ter Molleken        |

### Leerbeek
| Object                        | Erfgoedstatus?            | Bouwjaar of architect | Deelgemeente | Adres                   | Coördinaten                  | Nummer? | Afbeelding                    |
| ----------------------------- | ------------------------- | --------------------- | ------------ | ----------------------- | ---------------------------- | ------- | ----------------------------- |
| Parochiekerk Sint-Pieter      | Monument orgel (monument) |                       | Leerbeek     | Sint-Pietersplein       | 50° 46' 32" NB, 4° 7' 9" OL  | 39192   | Parochiekerk Sint-Pieter      |
| Stevenistenkapel              |                           |                       | Leerbeek     | Winnepenninckxstraat    | 50° 46' 38" NB, 4° 7' 23" OL | 39193   | Stevenistenkapel              |
| Gesloten hoeve                | Monument                  |                       | Leerbeek     | Sint-Pietersplein 1     | 50° 46' 30" NB, 4° 7' 6" OL  | 39194   | Gesloten hoeve                |
| Dorpswoning                   |                           |                       | Leerbeek     | Brusselstraat 6         | 50° 46' 34" NB, 4° 7' 10" OL | 39195   | Dorpswoning                   |
| Gesloten hoeve                |                           |                       | Leerbeek     | Winnepenninckxstraat 11 | 50° 46' 39" NB, 4° 7' 28" OL | 39197   | Gesloten hoeve                |
| Verbrande hoeve               |                           |                       | Leerbeek     | Winnepenninckxstraat 43 | 50° 46' 44" NB, 4° 7' 46" OL | 39198   | Verbrande hoeve               |
| Pastorie Sint-Pietersparochie | Monument                  |                       | Leerbeek     | Sint-Pietersplein 8     | 50° 46' 32" NB, 4° 7' 7" OL  | 39199   | Pastorie Sint-Pietersparochie |
| Hoeve Hof te Kwadebeek        |                           |                       | Leerbeek     | Kwadebeekstraat 16      | 50° 46' 26" NB, 4° 7' 55" OL | 39200   | Hoeve Hof te Kwadebeek        |
| Hoeve Hof te Nattebroek       |                           |                       | Leerbeek     | Kwadebeekstraat 17      | 50° 46' 28" NB, 4° 7' 49" OL | 39201   | Hoeve Hof te Nattebroek       |
| Hoeve Hof te Putbeek          |                           |                       | Leerbeek     | Putbeekstraat 7         | 50° 46' 27" NB, 4° 8' 34" OL | 39202   | Hoeve Hof te Putbeek          |

### Oetingen
| Object                                | Erfgoedstatus?   | Bouwjaar of architect | Deelgemeente | Adres                        | Coördinaten                  | Nummer? | Afbeelding                            |
| ------------------------------------- | ---------------- | --------------------- | ------------ | ---------------------------- | ---------------------------- | ------- | ------------------------------------- |
| Parochiekerk Sint-Ursmarus            | orgel (monument) |                       | Oetingen     | Kerkplein                    | 50° 46' 23" NB, 4° 3' 50" OL | 39203   | Parochiekerk Sint-Ursmarus            |
| Kasteel van Heetvelde                 | Monument         |                       | Oetingen     | Heerbaan 81                  | 50° 47' 1" NB, 4° 3' 16" OL  | 39204   | Kasteel van Heetvelde                 |
| Gesloten hoeve                        |                  |                       | Oetingen     | Heerbaan 18                  | 50° 46' 51" NB, 4° 4' 10" OL | 39207   | Gesloten hoeve                        |
| Dorpswoning                           |                  |                       | Oetingen     | Kerkplein 14-16              | 50° 46' 25" NB, 4° 3' 49" OL | 39209   | Dorpswoning                           |
| Gesloten hoeve                        |                  |                       | Oetingen     | Opperstebosstraat 51         | 50° 46' 55" NB, 4° 2' 47" OL | 39210   | Gesloten hoeve                        |
| Gesloten hoeve                        |                  |                       | Oetingen     | Schavolliestraat 52          | 50° 45' 56" NB, 4° 3' 7" OL  | 39211   | Gesloten hoeve                        |
| Gesloten hoeve                        |                  |                       | Oetingen     | Schavolliestraat 96          | 50° 45' 29" NB, 4° 2' 51" OL | 39212   | Gesloten hoeve                        |
| Gesloten hoeve                        |                  |                       | Oetingen     | Lenniksestraat 87-89         | 50° 46' 43" NB, 4° 5' 5" OL  | 39214   | Gesloten hoeve                        |
| Lemen boerenhuis                      |                  |                       | Oetingen     | Sint-Annastraat 8            | 50° 46' 39" NB, 4° 5' 6" OL  | 39216   | Lemen boerenhuis                      |
| Pastorie                              |                  |                       | Oetingen     | Sint-Annastraat 11           | 50° 46' 39" NB, 4° 5' 8" OL  | 39217   | Pastorie                              |
| Gemeentehuis van Oetingen en pastorie |                  |                       | Oetingen     | Kerkplein 1, 2               | 50° 46' 22" NB, 4° 3' 50" OL | 83761   | Gemeentehuis van Oetingen en pastorie |
| Kasteel Kervijn                       |                  |                       | Oetingen     | Kerkstraat 38                |                              | 213993  | Kasteel Kervijn                       |
| Neogotisch klooster met school        |                  |                       | Oetingen     | Kloosterstraat 2-6           |                              | 214006  | Neogotisch klooster met school        |
| Kapel van 1873                        |                  |                       | Oetingen     | Lenniksestraat zonder nummer |                              | 216438  | Kapel van 1873                        |

### Sint-Pieters-Kapelle
| Object                                 | Erfgoedstatus?        | Bouwjaar of architect | Deelgemeente         | Adres                     | Coördinaten                   | Nummer? | Afbeelding                             |
| -------------------------------------- | --------------------- | --------------------- | -------------------- | ------------------------- | ----------------------------- | ------- | -------------------------------------- |
| Parochiekerk Sint-Pieter               | Monument dorpsgezicht |                       | Sint-Pieters-Kapelle | Brikstraat 2              | 50° 42' 27" NB, 3° 59' 24" OL | 39730   | Parochiekerk Sint-Pieter               |
| Kapel Onze-Lieve-Vrouw van Zeven Weeën | Monument              |                       | Sint-Pieters-Kapelle | Geraardsbergsesteenweg    | 50° 42' 56" NB, 3° 59' 52" OL | 39731   | Kapel Onze-Lieve-Vrouw van Zeven Weeën |
| Kapel Onze-Lieve-Vrouw                 |                       |                       | Sint-Pieters-Kapelle | Beverstraat               | 50° 42' 32" NB, 3° 58' 27" OL | 39732   | Kapel Onze-Lieve-Vrouw                 |
| Hoeve Wilgendam                        | Monument              |                       | Sint-Pieters-Kapelle | Beverstraat 10            | 50° 42' 33" NB, 3° 58' 32" OL | 39733   | Hoeve Wilgendam                        |
| Hoeve in U-vorm                        |                       |                       | Sint-Pieters-Kapelle | Boulevardstraat 3         | 50° 43' 16" NB, 3° 58' 26" OL | 39734   | Hoeve in U-vorm                        |
| Pastorie Sint-Pietersparochie          | dorpsgezicht          |                       | Sint-Pieters-Kapelle | Brikstraat 2              | 50° 42' 27" NB, 3° 59' 24" OL | 39735   | Pastorie Sint-Pietersparochie          |
| Boerenwoning                           | dorpsgezicht          |                       | Sint-Pieters-Kapelle | Brikstraat 7              | 50° 42' 26" NB, 3° 59' 27" OL | 39736   | Boerenwoning                           |
| Boerenwoning                           | dorpsgezicht          |                       | Sint-Pieters-Kapelle | Brikstraat 9              | 50° 42' 26" NB, 3° 59' 27" OL | 39737   | Boerenwoning                           |
| Boerenwoning                           | dorpsgezicht          |                       | Sint-Pieters-Kapelle | Brikstraat 11             | 50° 42' 28" NB, 3° 59' 27" OL | 39738   | Boerenwoning                           |
| Boerenwoning                           | dorpsgezicht          |                       | Sint-Pieters-Kapelle | Brikstraat 13             | 50° 42' 28" NB, 3° 59' 29" OL | 39739   | Boerenwoning                           |
| Boerenwoning                           | dorpsgezicht          |                       | Sint-Pieters-Kapelle | Brikstraat 15             | 50° 42' 29" NB, 3° 59' 30" OL | 39740   | Boerenwoning                           |
| Gesloten hoeve                         |                       |                       | Sint-Pieters-Kapelle | Eysbroeckstraat 2         | 50° 42' 58" NB, 3° 58' 41" OL | 39742   | Gesloten hoeve                         |
| Hoeve                                  |                       |                       | Sint-Pieters-Kapelle | Eysbroeckstraat 8         | 50° 43' 6" NB, 3° 58' 18" OL  | 39744   | Hoeve                                  |
| Langgestrekte hoeve                    |                       |                       | Sint-Pieters-Kapelle | Geraardsbergsesteenweg 20 | 50° 42' 30" NB, 4° 1' 13" OL  | 39745   | Langgestrekte hoeve                    |
| Hoeve Smeyersmark                      | Monument              |                       | Sint-Pieters-Kapelle | Geraardsbergsesteenweg 45 | 50° 42' 29" NB, 4° 1' 2" OL   | 39746   | Hoeve Smeyersmark                      |
| Gesloten hoeve                         |                       |                       | Sint-Pieters-Kapelle | Geraardsbergsesteenweg 43 | 50° 42' 26" NB, 4° 1' 9" OL   | 39747   | Gesloten hoeve                         |
| Gesloten hoeve                         |                       |                       | Sint-Pieters-Kapelle | Geraardsbergsesteenweg 35 | 50° 42' 23" NB, 4° 1' 32" OL  | 39748   | Gesloten hoeve                         |
| Boerenburgerhuis                       |                       |                       | Sint-Pieters-Kapelle | Geraardsbergsesteenweg 79 | 50° 43' 1" NB, 3° 59' 30" OL  | 39749   | Boerenburgerhuis                       |
| Boerenwoning                           |                       |                       | Sint-Pieters-Kapelle | Geraardsbergsestraat 5    | 50° 42' 30" NB, 3° 59' 20" OL | 39750   | Boerenwoning                           |
| Boerenwoning                           |                       |                       | Sint-Pieters-Kapelle | Geraardsbergsestraat 27   | 50° 42' 45" NB, 3° 59' 5" OL  | 39753   | Boerenwoning                           |
| Hoeve van de oude molen                |                       |                       | Sint-Pieters-Kapelle | Geraardsbergsestraat 52   | 50° 42' 36" NB, 3° 59' 3" OL  | 39754   | Hoeve van de oude molen                |
| Hoeve van Hondskalle                   | Monument              |                       | Sint-Pieters-Kapelle | Lookaitse 4               | 50° 42' 34" NB, 4° 0' 24" OL  | 39755   | Hoeve van Hondskalle                   |
| Boerenhuis                             |                       |                       | Sint-Pieters-Kapelle | Markstraat 43             | 50° 42' 8" NB, 4° 0' 6" OL    | 39756   | Boerenhuis                             |
| Gesloten hoeve                         |                       |                       | Sint-Pieters-Kapelle | Zullikstraat 2            | 50° 42' 5" NB, 3° 58' 15" OL  | 39757   | Gesloten hoeve                         |
| Gesloten hoeve                         | Monument              |                       | Sint-Pieters-Kapelle | Rasbeekstraat 10          | 50° 41' 59" NB, 3° 59' 39" OL | 39758   | Gesloten hoeve                         |
| Leppershoeve                           |                       |                       | Sint-Pieters-Kapelle | Roosbroekstraat 2         | 50° 41' 60" NB, 4° 0' 32" OL  | 39759   | Leppershoeve                           |
| Hoeve Het Rozenhof                     | Monument              |                       | Sint-Pieters-Kapelle | Rooststraat 1-3           |                               | 39760   | Hoeve Het Rozenhof                     |
| Veldkapel                              |                       |                       | Sint-Pieters-Kapelle | Garennestraat             |                               | 212293  | Veldkapel                              |

### Tollembeek
| Object                                 | Erfgoedstatus?            | Bouwjaar of architect  | Deelgemeente | Adres              | Coördinaten                   | Nummer? | Afbeelding                             |
| -------------------------------------- | ------------------------- | ---------------------- | ------------ | ------------------ | ----------------------------- | ------- | -------------------------------------- |
| Parochiekerk Sint-Martinus met kerkhof | Monument orgel (monument) | 1873 Eugène Carpentier | Tollembeek   | Plaats             | 50° 44' 27" NB, 4° 0' 24" OL  | 39101   | Parochiekerk Sint-Martinus met kerkhof |
| Kapel Onze-Lieve-Vrouw van Halle       |                           |                        | Tollembeek   | Molenveldbaan      |                               | 39102   | Kapel Onze-Lieve-Vrouw van Halle       |
| Boerenwoning                           |                           |                        | Tollembeek   | Herhout 1          | 50° 43' 40" NB, 3° 58' 26" OL | 39103   | Boerenwoning                           |
| Gesloten hoeve                         |                           |                        | Tollembeek   | Herhout 62         | 50° 43' 51" NB, 3° 57' 25" OL | 39104   | Gesloten hoeve                         |
| Hoeve 't Oud Hof                       |                           |                        | Tollembeek   | Haagstraat 21      | 50° 45' 21" NB, 4° 0' 19" OL  | 39105   | Hoeve 't Oud Hof                       |
| Hoeve Hof te Corbeek                   |                           |                        | Tollembeek   | Hollestraat 27     | 50° 45' 3" NB, 4° 0' 12" OL   | 39106   | Hoeve Hof te Corbeek                   |
| Hoeve Hof te Kamerijk                  |                           |                        | Tollembeek   | Kramerijk 29       | 50° 43' 55" NB, 3° 59' 15" OL | 39107   | Hoeve Hof te Kamerijk                  |
| Gesloten hoeve                         |                           |                        | Tollembeek   | Matteketse 1       | 50° 43' 56" NB, 3° 57' 19" OL | 39108   | Gesloten hoeve                         |
| U-vormige hoeve                        |                           |                        | Tollembeek   | Matteketse 4       | 50° 43' 50" NB, 3° 57' 15" OL | 39109   | U-vormige hoeve                        |
| Boerenburgerhuis                       | dorpsgezicht              |                        | Tollembeek   | Plaatsstraat 25    | 50° 44' 32" NB, 4° 0' 19" OL  | 39110   | Boerenburgerhuis                       |
| Afspanning Hof de Hoge Poort           | Monument                  |                        | Tollembeek   | Plaatsstraat 27    | 50° 44' 31" NB, 4° 0' 18" OL  | 39111   | Afspanning Hof de Hoge Poort           |
| Hoeve Hof te Balters                   |                           |                        | Tollembeek   | Plaatsstraat 85    | 50° 44' 40" NB, 3° 59' 48" OL | 39112   | Hoeve Hof te Balters                   |
| Boerenwoning                           |                           |                        | Tollembeek   | Plaatsstraat 119   | 50° 44' 48" NB, 3° 59' 18" OL | 39113   | Boerenwoning                           |
| Heetveldesite                          | Monument                  |                        | Tollembeek   | Munkbaan 1, 1A, 2  | 50° 45' 0" NB, 3° 58' 50" OL  | 39114   | Heetveldesite                          |
| Gesloten hoeve                         |                           |                        | Tollembeek   | Hollestraat 53     | 50° 45' 11" NB, 3° 59' 35" OL | 39116   | Gesloten hoeve                         |
| Watermolencomplex Wielant              | Monument                  |                        | Tollembeek   | Vollezelestraat 32 | 50° 44' 37" NB, 4° 0' 27" OL  | 39117   | Watermolencomplex Wielant              |
| Hoeve Hof Durand                       |                           |                        | Tollembeek   | Zeuningenstraat 1  | 50° 44' 33" NB, 3° 59' 43" OL | 39118   | Hoeve Hof Durand                       |
| Gesloten hoeve                         |                           |                        | Tollembeek   | Zeuningenstraat 3  | 50° 44' 31" NB, 3° 59' 40" OL | 39119   | Gesloten hoeve                         |
| Semi-gesloten hoeve                    |                           |                        | Tollembeek   | Zwaanstraat 3      | 50° 44' 20" NB, 3° 58' 48" OL | 39120   | Semi-gesloten hoeve                    |
| Bedevaartkapel Sint-Leonardus          | Monument                  |                        | Tollembeek   | Sint Leonardus     | 50° 45' 38" NB, 3° 59' 34" OL | 39121   | Bedevaartkapel Sint-Leonardus          |
| Gesloten hoeve Hof van Lumen           | Monument                  |                        | Tollembeek   | Sint Leonardus 42  | 50° 45' 41" NB, 3° 59' 31" OL | 39122   | Gesloten hoeve Hof van Lumen           |

### Vollezele
| Object                           | Erfgoedstatus? | Bouwjaar of architect | Deelgemeente | Adres                | Coördinaten                   | Nummer? | Afbeelding                       |
| -------------------------------- | -------------- | --------------------- | ------------ | -------------------- | ----------------------------- | ------- | -------------------------------- |
| Parochiekerk Sint-Paulus         | Monument       |                       | Vollezele    | Oudstrijdersplein    | 50° 45' 37" NB, 4° 1' 27" OL  | 39123   | Parochiekerk Sint-Paulus         |
| Sint-Annakapel                   |                |                       | Vollezele    | Repingestraat        | 50° 46' 3" NB, 4° 0' 33" OL   | 39124   | Sint-Annakapel                   |
| Onze-Lieve-Vrouwekapel           |                |                       | Vollezele    | Bakkerstraat         | 50° 45' 28" NB, 4° 1' 10" OL  | 39125   | Onze-Lieve-Vrouwekapel           |
| Onze-Lieve-Vrouwekapel           |                |                       | Vollezele    | Hulstraat            | 50° 45' 55" NB, 4° 1' 16" OL  | 39126   | Onze-Lieve-Vrouwekapel           |
| Kasteel Steenhault               | Monument       |                       | Vollezele    | Kasteelstraat 34     | 50° 46' 31" NB, 4° 2' 11" OL  | 39127   | Kasteel Steenhault               |
| Kasteelhoeve                     |                |                       | Vollezele    | Kasteelstraat 32     | 50° 46' 26" NB, 4° 2' 6" OL   | 39128   | Kasteelhoeve                     |
| Gemeentehuis van Vollezele       |                |                       | Vollezele    | Oudstrijdersplein 4  | 50° 45' 39" NB, 4° 1' 29" OL  | 39129   | Gemeentehuis van Vollezele       |
| Gesloten hoeve Hof te Leisbroeck | Monument       |                       | Vollezele    | Repingestraat 91     | 50° 46' 27" NB, 4° 0' 22" OL  | 39130   | Gesloten hoeve Hof te Leisbroeck |
| Burgerhuis                       |                |                       | Vollezele    | Bakkerstraat 13-15   | 50° 45' 29" NB, 4° 1' 13" OL  | 39131   | Burgerhuis                       |
| Gesloten hoeve Hof ter Brugge    |                |                       | Vollezele    | Bakkerstraat 4, 4A   | 50° 45' 34" NB, 4° 1' 10" OL  | 39132   | Gesloten hoeve Hof ter Brugge    |
| Gesloten hoeve Hof ten Berg      | Monument       |                       | Vollezele    | Congobergstraat 15   | 50° 46' 24" NB, 3° 59' 40" OL | 39133   | Gesloten hoeve Hof ten Berg      |
| Hoeve Hof ter Hagen              |                |                       | Vollezele    | Crijnemstraat 10     | 50° 45' 25" NB, 4° 0' 32" OL  | 39134   | Hoeve Hof ter Hagen              |
| Boerenwoning in leem             |                |                       | Vollezele    | Huismanstraat 20     | 50° 45' 55" NB, 3° 59' 49" OL | 39135   | Boerenwoning in leem             |
| Pastorie-Kanunnikenhuis          |                |                       | Vollezele    | Oudstrijdersplein 13 | 50° 45' 36" NB, 4° 1' 25" OL  | 39137   | Pastorie-Kanunnikenhuis          |
| Pastorie Sint-Paulusparochieå    |                |                       | Vollezele    | Oudstrijdersplein 26 | 50° 45' 37" NB, 4° 1' 23" OL  | 39138   | Pastorie Sint-Paulusparochieå    |
| Hof te Rensberg of Hof te Put    |                |                       | Vollezele    | Rensbergstraat 2     | 50° 45' 30" NB, 4° 1' 56" OL  | 39139   | Hof te Rensberg of Hof te Put    |
| Gesloten hoeve Hof te Reepingen  | Monument       |                       | Vollezele    | Repingestraat 1      | 50° 45' 25" NB, 4° 1' 13" OL  | 39140   | Gesloten hoeve Hof te Reepingen  |
| Stoeterij Haras de Vollezeele    | Monument       |                       | Vollezele    | Repingestraat 24     | 50° 45' 26" NB, 4° 1' 17" OL  | 39141   | Stoeterij Haras de Vollezeele    |
| Hoeve Hof ter Ham                |                |                       | Vollezele    | Ninoofsesteenweg 148 |                               | 39142   | Hoeve Hof ter Ham                |
| Oorlogsgedenkteken               | Monument       |                       | Vollezele    | Ninoofsesteenweg     |                               | 214983  | Oorlogsgedenkteken               |

## Bouwkundige gehelen
| Object                                                  | Erfgoedstatus? | Bouwjaar of architect | Deelgemeente | Adres                                             | Coördinaten | Nummer? | Afbeelding                                              |
| ------------------------------------------------------- | -------------- | --------------------- | ------------ | ------------------------------------------------- | ----------- | ------- | ------------------------------------------------------- |
| Site van het Kartuizerklooster Onze-Lieve-Vrouw-Kapelle | Dorpsgezicht   |                       | Herne        |                                                   |             | 302456  | Site van het Kartuizerklooster Onze-Lieve-Vrouw-Kapelle |
| Dorpskern Leerbeek                                      | Dorpsgezicht   |                       | Leerbeek     | Brusselstraat, Edingsesteenweg, Sint-Pietersplein |             | 306593  | Dorpskern Leerbeek                                      |